# Bayerische C I
Bayerische C I waren Lokomotiven der Königlich Bayerischen Staatsbahn.
Die Baureihe C I war die erste dreifach gekuppelte Lok in Bayern, sie wurde speziell für die Schiefe Ebene zwischen den Bahnhöfen Neuenmarkt und Marktschorgast entwickelt. Diese Strecke hat eine Neigung bis zu 1:40. Die C I bewältigte mit einer Anhängelast von 110 t die Bergfahrt in 29 Minuten, was einer Durchschnittsgeschwindigkeit von 15,3 km/h entsprach. Dabei verbrauchte sie 1,5 m³ Wasser.
Entworfen wurde die C I von Emil Keßler, gebaut wurde sie ab 1847 von Maffei. Die Lokomotive hatte einen Innenrahmen, einen Langkessel ohne Dampfdom, eine innenliegende Stephensonsteuerung mit außenliegenden Zylindern und vertikalen Schiebern, einseitig aufgehängte Taschenkulissen sowie einen rechteckigen Ballasttank auf dem Langkessel, um die Reibung zu erhöhen. Um die engen Kurvenradien des an der Schiefen Ebene erstmals angewandten „amerikanischen Systems“ durchfahren zu können, wiesen die mittleren Räder keine Spurkränze auf. Die C I wog (mit ihrem Schlepptender der Bauart 2 T 4,2) 34 t, der Durchmesser der Räder war 3½ Fuß. Ihr Zylinderdurchmesser betrug 16 Zoll bei einem Hub von 24 Zoll.
Fünf dieser Maschinen mit den Namen SCHARRER, BEHAIM, LEIBNITZ, SAALE und SCHNEEBERG wurden zwischen Oktober 1847 und Mai 1850 geliefert und in der Lokstation Neuenmarkt stationiert. Erste Versuchsfahrten mit der SCHARRER fanden am 20. und 21. Dezember 1847 auf dem fertiggestellten Rampenabschnitt von Neuenmarkt bis zum Beginn der Stützmauer bei km 78,7 statt.
Zunächst wurde die Lok SCHARRER mit ihren im September 1848 ausgelieferten Schwestermaschinen BEHAIM und LEIBNITZ vermutlich für die Zu- und Abfuhr von Materialien auf der Rampenbaustelle eingesetzt. Die SAALE wurde im Februar 1849, die SCHNEEBERG im Mai 1850 in Dienst gestellt. Als „Remorqueure“ bezeichnet unterstützten die fünf Loks im Vorspann planmäßige Zuglokomotiven bergwärts bis Marktschorgast. schwerere Züge auch bis Falls, Stammbach oder Schödlas. Ein regelmäßiger Schiebedienst kam in der Anfangszeit nicht vor.
Die Anzahl der Zugpaare über die Schiefe Ebene war zunächst bescheiden: ein tägliches Zugpaar 1848, zwei Paare 1849, schließlich vier im Jahr 1852. Mit der Zahl der Züge erhöhte sich auch deren Gewicht, so dass stärkere Maschinen erforderlich wurden. Ab 1857 verdrängten Stütztenderlokomotiven der Baureihe C II die kaum zehn Jahre alten C I in den Rangierdienst. Ihres nicht mehr benötigten Ballasttanks beraubt verblieben sie dort für mehrere Jahrzehnte, in den Jahren 1885 bis 1896 wurden sie ausgemustert.
Ob sie dauerhaft in Neuenmarkt beheimatet blieben ist nicht geklärt: die SCHNEEBERG wurde Mitte der 1890er Jahre im Münchener Voralpengebiet gesichtet. Die SCHARRER überlebte als Werklokomotive in umgebauter Form bis weit ins 20. Jahrhundert, auch die SAALE wurde weiterverkauft.